# Песчано-Колединский сельсовет
Песчано-Колединский сельсове́т — административно-территориальная единица и муниципальное образование со статусом сельского поселения в Далматовском районе Курганской области Российской Федерации.
Административный центр — село Песчано-Коледино.

## История
В соответствии с Законом Курганской области от 6 июля 2004 года № 419 сельсовет наделён статусом сельского поселения, включавшего первоначально одно село.
Законом Курганской области от 31 октября 2018 года N 133, Яснополянский сельсовет был упразднён, а его территории с 17 ноября 2018 года включена в состав Песчано-Колединского сельсовета.

## Население
| 1989 | 2002  | 2010 | 2012 | 2013  | 2014 | 2015 |
| ---- | ----- | ---- | ---- | ----- | ---- | ---- |
| 843  | ↗1002 | ↘933 | ↘921 | ↘896  | ↘890 | ↘878 |
| 2016 | 2017  | 2018 | 2019 | 2020  |      |      |
| ↘861 | ↘855  | ↘847 | ↘834 | ↗1089 |      |      |

## Состав сельсовета
| № | Населённый пункт | Тип населённого пункта       | Население |
| - | ---------------- | ---------------------------- | --------- |
| 1 | Песчано-Коледино | село, административный центр | ↘834      |
| 2 | Ясная Поляна     | село                         | ↘274      |